# Hirona Yamazaki
Hirona Yamazaki (山崎 紘菜 Yamazaki Hirona?,  Prefectura de Chiba, Japón, 25 de abril de 1994) es una actriz japonesa, afiliada a Toho Entertainment.

## Biografía
Yamazaki nació el 25 de abril de 1994 en la prefectura de Chiba, Japón. Ganó el premio especial del jurado en el 7th Toho Cinderella Audition. Su primera aparición en el cine fue en la película de 2012, Bokura ga Ita, basada en el manga homónimo. Ese mismo año también realizó su primera aparición en una serie de televisión, Kōkō Nyūshi, interpretando a Erina Ishikawa. A este papel le seguirían una serie de películas como Kyō, Koi o Hajimemasu, Kono Sora no Hana y Aku no Kyōten.
En 2012, se desempeñó como imagen oficial del club de rugby de la Universidad de Meiji, y fue nombrada modelo en el 50° Campeonato Nacional de Rugby de la Universidad Nacional en 2013. Yamazaki también fue modelo en el campeonato de 2014. En 2013, actuó como navegante del festival en el Festival Internacional de Cine de Tokio. En 2014, obtuvo su primer papel de heroína en la película Kami-sama no Iu Toori, en el papel de Ichika Akimoto.

## Filmografía

### Televisión
| Año  | Título          | Papel           | Cadena  | Notas               |
| ---- | --------------- | --------------- | ------- | ------------------- |
| 2012 | Kōkō Nyūshi     | Erina Ishikawa  | Fuji TV |                     |
| 2015 | Prison School   | Mari Kurihara   | TBS     |                     |
| 2016 | Mars            | Harumi Sugihara | NTV     |                     |
| 2016 | Cain to Abel    | Hikari Shibata  | Fuji TV |                     |
| 2017 | Chameleon Actor | Kanae Nomiya    |         | Película televisiva |

### Show de variedades
| Año  | Título                  | Cadena   | Notas |
| ---- | ----------------------- | -------- | ----- |
| 2014 | Tokyo Precious Dating 2 | TV Asahi |       |

### Películas
| Año  | Título                                            | Papel            | Notas | Ref.  |
| ---- | ------------------------------------------------- | ---------------- | ----- | ----- |
| 2012 | We Were There: Zenpen                             |                  |       |       |
| 2012 | We Were There: Kōhen                              |                  |       |       |
| 2012 | Kono Sora no Hana Nagaoka Hanabi Monogatari       | Nozomi Yuge      |       |       |
| 2012 | Lesson of the Evil                                | Yuki Tsukahara   |       |       |
| 2012 | Kyō, Koi o Hajimemasu                             |                  |       |       |
| 2014 | Cinema Travel: Eigakan de Miru Seikaiisan no Tabi | Tour Navigator   |       | [ 9 ] |
| 2014 | No no Nanana no ka                                | Kasane Suzuki    |       |       |
| 2014 | As the Gods Will                                  | Ichika Akimoto   |       |       |
| 2015 | Orange                                            | Takako Chino     |       |       |
| 2016 | Gold Medal Man                                    | Megumi Hashimoto |       |       |
| 2016 | Mars: Tada, Kimi wo Aishiteru                     | Harumi Sugihara  |       |       |
| 2017 | Let's Go, Jets!                                   | Yui Kito         |       |       |
| 2017 | Four Seasons Story                                | Miyu Tagagi      |       |       |
| 2018 | Criminal for the Prosecution                      |                  |       |       |
| 2018 | 50 First Kisses                                   | Sumire           |       |       |